# 태조 (조선)
태조(太祖, 1335년 11월 4일(음력 10월 11일) ~ 1408년 6월 27일(음력 5월 24일))는 고려 말기와 조선의 정치가로, 조선을 건국한 초대 국왕(1392년 음력 7월 17일 ~ 1398년 음력 9월 5일)이자 대한제국의 추존 황제이다.
성(姓)은 이(李), 본관은 전주(全州), 휘는 단(旦), 초명은 성계(成桂), 초자는 중결(仲潔), 자는 군진(君晉), 호는 송헌(松軒), 또는 송헌거사(松軒居士)다.

## 개요
1335년(충숙왕 후4년) 고려 동북면 화령에서 출생하였다.
고려 장수이며 공민왕과 우왕 시대에 홍건적과 왜구 토벌에서 영웅적 공로를 쌓아 입지를 다졌다. 1388년(우왕 14년) 철령 이북 영토 문제를 두고 명나라와 갈등이 빚어지자, 이에 대한 타개책으로 우왕은 명나라 요동 정벌을 명한다. 우군도통사(右軍都統使)로서 요동 정벌을 위하여 북진하다가 위화도에서 회군하여 정권을 장악하였고, 공양왕에게서 선위 형식으로 개경 수창궁에서 즉위함으로써 조선을 개국하였다.
조선을 개국한 후에 '단(旦)'으로 개명하였다. 조준, 남은, 정도전, 윤소종 등을 비롯한 혁명파 신진사대부들과 전제 개혁을 비롯한 각종 사회 개혁을 단행한 끝에 조선을 개국했고, 한양으로 천도해 왕조 기틀을 다졌다.
묘호는 태조(太祖)이며, 시호는 강헌지인계운성문신무대왕(康獻至仁啓運聖文神武大王)이다. 재위 기간은 6년 2개월이며, 퇴위 후 태상왕이 되었다. 경기도 구리시 동구릉 내에 있는 건원릉(健元陵)에 안장되었다.

## 가계
이성계의 고조부인 이안사는 전주에서 삼척으로 이주하여 간도 지방에서 기반을 마련하였고, 몽고군이 쳐들어왔을 때 조씨와 함께 항복하여 다루가치가 되었다. 이후 증조부 이행리, 조부 이춘에 이르기까지 대대로 이를 세습하였고, 실록에는 풍속을 바로잡고 개혁을 추진하여 백성들의 환영을 받았다고 한다.
고려 충숙왕 복위 3년(1335년) 10월 27일 동북면 화령에서 태어났다. 이성계의 아버지 이자춘은 원의 쌍성총관부 만호였다. 어느 날 당시 쌍성총관부 만호 이자춘이 꿈을 꾸었는데, 꿈 속에서 하늘에서 오색 구름을 타고 선녀가 내려왔다. 그 선녀는 이자춘에게 절을 하고 "천계에서 그대에게 내리는 것이니, 장차 이것을 동쪽 나라를 측량할 때 쓰십시오."라며 소매 속에서 침척(바느질에 사용하는 자)을 꺼내 바쳤다. 이자춘이 그 자를 받은 뒤에 부인 최씨는 임신하였고, 이후 아들을 낳았다고 한다.
이성계 또한 어릴 때 꿈 속에서 신인(神人)이 나타나 금으로 된 자 즉 금척(金尺)을 주면서 "이 금척(金尺)으로 삼한 강토를 헤아려 보아라"는 꿈을 꾸었다고 한다. 훗날 장성하여 진안 마이산에 들르게 된 이성계는 기이한 경험을 하게 되는데, 산의 풍광이 어릴 적 꿈 속에서 신인(神人)이 나타나 금척(金尺)을 주었던 곳과 똑같았기 때문이다. 신인(神人)이 금척(金尺)을 주었던 내용과 마이산의 풍광을 읊은 내용이 태조 2년(1393년) '몽금척(夢金尺)'이라는 악장과 '금척무(金尺舞)'라는 춤으로 만들어진다.

## 전쟁 영웅

### 신궁(神弓)
이성계는 특히 활을 잘 쏘았다. 황산대첩(荒山大捷)에서 이성계는 15~16세 가량의 아기발도(阿其拔都 : 아기 장수)라는 왜구 소년장수의 활약으로 고전했다. 이성계가 화살로 아기발도의 투구 꼭지를 맞추자 투구가 기울어졌다. 당황한 아기발도가 이를 바로 잡으려고 하자, 이성계는 또 다시 투구 꼭지로 화살을 날렸고 투구가 완전히 벗겨졌다. 아기발도 이마가 드러나자 이지란이 화살로 맞추어 죽여버렸다.
또한 황상(黃裳)과의 대결도 유명하다. 황상은 공민왕을 도와 기철을 숙청하고 홍건적에게서 개경을 탈환하여 1등 공신에 오른 인물이다. 또한 예전에 원나라 순제 앞에서 활로는 세계 최강이라는 몽골 궁수를 모두 이겨 버린 적이 있었다. 원나라 순제가 놀라 "팔이 어떻게 생겼길래 활을 잘 쏘냐?"며 황상의 팔을 직접 만져볼 정도였다.
대결의 결과는 50발까지는 둘이 막상막하였으나, 50발이 넘어가자 황상의 활이 빗나가기 시작했다.

### 유년기
실록의 기록에 따르면, 태어날 때부터 우뚝한 콧마루와 임금다운 얼굴로서, 신체는 영특하고 준수하며, 지략과 용맹은 월등하게 뛰어났다고 한다.
어린 시절 고향인 화령에서 태어났으며 성장했다. 북방 민족들이 매를 구하러 주로 내려왔는데, 흔히 말하길 "이성계와 같이 걸출한 매를 얻고 싶다"라고 하였다.
고려의 무신 가문 출신인 이성계는 어릴 때부터 영웅의 기질을 타고나서 말을 잘 타고 활을 잘 쏘며, 용맹하여 수많은 전쟁터에서 전공을 세웠다. 특히 활을 잘 쏘아서 '신궁(神弓)'이라는 별명이 붙을 정도로 천하의 명궁으로 알려졌다. 궁술과 전장에서의 그의 활약상에 관해서는 여러 영웅담이 전설처럼 전해지고 있으며 이성계는 30여년 동안 전장에 나아가 단 한 번도 패하지 않았다고 알려져 있는데, 다만 군왕과 군인역에서 은퇴후 자신의 아들인 이방원과의 싸움인 '조사의의 난'에서는 크게 패했다고 알려져 있다. 이성계의 군대가 전장에 나아갈 때는 대라(大螺)를 부는 특유의 의식이 있었는데, 적들이 멀리서 그 소리만 듣고도 바로 이성계가 왔다는걸 알았다고 한다.

### 원나라와 홍건적 격퇴
고려 공민왕 5년(1356년) 유인우가 이끄는 고려군이 원의 쌍성총관부를 공격할 때 공민왕은 원나라에 부역하던 조씨와 이씨에게 조상의 죄를 씻을 기회를 준다고 하여 공민왕에 투항하여 아버지 이자춘과 함께 공을 세웠고, 5년 뒤에 이자춘이 죽자 아버지의 벼슬을 이어받아 금오위상장군(金吾衛上將軍) · 동북면상만호(東北面上萬戶)가 되었다.
1361년(공민왕 10년) 음력 10월에 독로강만호(禿魯江萬戶) 박의(樸儀)의 반란을 평정하였으며, 같은 달에 다시 압록강의 결빙을 이용하여 홍건적이 20만 대군을 이끌고 고려의 영내에 침입하여 삽시간에 수도가 함락되자 이성계는 휘하의 고려인 및 여진족으로 구성된 강력한 친병 조직 2,000명을 거느리고 수도 탈환 작전에 참가하였다. 또한 이들 대부분은 기병이였다. 개인 병력으로만 수많은 전장에서 단련된 수천의 기병을 거느린 이성계의 군사력은 위협적이였다. 이성계는 유린청(遊麟靑), 횡운골(橫雲鶻), 추풍오(追風烏), 발전자(發電赭), 용등자(龍騰紫), 응상백(凝霜白), 사자황(獅子黃), 현표(玄豹) 등 '팔준(八駿)'이라 불리는 여덟 마리 애마를 타고 다녔다.
1362년(공민왕 11년) 심양행성승상(審陽行省丞相)을 자처한 원 장수 나하추가 수만 명의 군대를 이끌고 함경도 홍원 지방으로 쳐들어와 기세를 올리자, 고려에서는 이성계를 동북면 병마사(東北面兵馬使)로 삼아 적을 막게 하였다. 여러 차례의 격전 끝에 마침내 함흥 평야에서 원 군대를 격퇴시켜 명성을 크게 떨쳤다. 적장인 나하추마저 이성계의 뛰어난 용맹과 탁월한 군사적 재능에 감탄하며 깊이 존경할 정도였다.
1364년(공민왕 13년) 원나라의 기황후가 최유를 시켜 원의 군사를 이끌고 공민왕을 몰아내고 덕흥군을 세우려고 압록강을 넘어 침입하자 최영 등과 함께 이를 막았고, 이 직후 함주를 침공한 여진족 김삼선·김삼개(金三介) 형제를 격퇴하여 밀직부사(密直副使)에 임명되었으며, 1370년(공민왕 19년) 원의 동녕부를 원정하여 국토를 확장하였다. 이성계는 군대를 이끌고 압록강을 사흘에 걸쳐 도강한 후, 진군하여 요동성을 점령한다.

## 조선 건국 및 즉위
고려 충정왕 시기부터 우왕 시기까지 왜구의 침입이 각지에서 빈번하였다. 특히 우왕 시기의 왜구는 규모도 커지고 조직적으로 움직였다. 우왕 6년(1380년) 진포 해전으로 퇴로가 차단된 왜구는 육지에 있던 왜구들과 합세하여 큰 세력을 이루게 되니, 아지발도가 이끄는 왜구의 대규모 군단이 내륙으로 들어와 옥천, 금산, 상주, 선산, 성주, 함양 등을 미친듯이 휘젓고 다니며 노략질하다가 마침내 지리산 운봉에서 진을 치고 북상을 준비하였다. 이에 고려 조정에서는 이성계를 도순찰사(都巡察使)로 임명하고, 변안열은 도체찰사(都體察使)로 삼아 드디어 이성계와 변안열이 출전하게 되었다. 운봉에 도착한 이성계는 운봉을 넘다가 길 오른쪽의 험한 길을 보고 "적이 반드시 이 길로 우리를 갑자기 습격하려 올 것이니, 우리도 이 길로 들어가야 한다"라고 말하고는 험한 곳에 들어갔는데, 과연 이성계의 예측대로 왜구가 습격해 왔다.
아지발도는 고려군이 토벌에 나선 것을 알았지만 자신의 힘만을 믿고 교만을 부리다가 이성계와 그의 의형제 이지란이 쏜 화살에 맞아 죽었다. 이에 왜구의 기세는 크게 꺾여져서 물러났다. 당시 이성계는 이지란과 논의해 먼저 이성계가 아지발도의 투구끈을 2차례 활로 쏘아 맞히어 벗긴 뒤, 이후 이지란이 아지발도의 이마를 향해 활을 쏘아 죽였다고 한다. 이에 왜구의 사기는 땅에 떨어졌고, 고려군의 공격은 더욱 맹렬해져서 왜구의 정예부대가 모두 죽었다. 기록에 따르면 "죽임을 당하는 왜구의 곡성이 마치 만 마리의 소의 울음소리 같았고, 냇물이 모두 그들의 피로 붉게 물들었다."라고 한다. 이 전투를 '황산대첩(荒山大捷)'이라고 한다. 이때 이색, 김구용, 권근이 시를 지어 승리를 하례하였다.

### 신진사대부와 연대
눈부신 전공에 비해 중앙 정치에서 영향력이 부족했던 이성계는 성리학을 수용하여 고려를 개혁하고자 했으나 정치 권력을 가질 수 없었던 신진사대부와 연대하여 손을 잡게 되었다. 이성계는 정몽주의 능력을 인정해 여러 전쟁터마다 반드시 그를 데려갔다고 기록되어 있다. 또 정몽주를 통해 훗날 조선 왕조의 개국공신 중 한명인 정도전이 함주 막사의 그를 수시로 방문하여 그와 정사와 현안을 논했으며, 개국 과정에서 여러 일을 함께 하였다. 이성계는 정몽주를 통해 이색, 우현보, 권근, 성석린, 설장수, 이숭인 등의 인사들과 친분을 형성해 나갔다.또한 친명 세력이자 원의 영향력에서 벗어나고자 했던 신진사대부에 대한 압력과 위협에서 이들을 지켜주고 보호함으로써 신진사대부와 결속력을 다져나가게 되었다. 한편 최영, 조민수와도 깊은 친분 관계를 유지하였고, 최영이 임견미, 염흥방 등의 부패권문세족 세력들을 숙청할 때는 그를 적극적으로 도왔다.

### 안변책
1383년 8월, 이성계는 동북면에 침입한 호발도에게 승리한 이후 우왕에게 변경을 편안하게 할 책(安邊之策)을 제시했다. 그 내용은 다음과 같다. 이는 새 왕조를 개창한 인물이 개국 이전에 가졌던 정치적 견해를 보여 주는 중요한 자료이며 당시 유명한 무장으로서 내용이 충실한 정책 건의를 한 사람은 이성계 이외에는 없다. 물론 단편적으로 건의한 바는 있었다. 하지만 비교적 풍부한 사실과 주요한 사회 문제를 문장화해서 제시했던 경우는 드물다. 또한 내용 전반이 군사 문제의 원인을 사회 구조적 모순과 도탄에 빠진 민생으로 지목하여 이후 그가 신진사대부와 함께 체제 개혁을 추진한 것을 이해하는 중요한 연결 고리로, <맹자>의 표현이 인용되어 있어 정몽주의 영향도 확인할 수 있다.
1. 왜구와의 싸움에 대비해 상시 군사 훈련을 시행할 것
2. 사적으로 백성을 착취하는 군벌과 호족을 엄단해 군량을 확보할 것
3. 토지 제도 붕괴로 무너진 군제와 유랑하는 백성을 보호할 것
4. 유능하고 공정한 인물을 수령으로 선발해 지방을 통치할 것

### 요동 정벌 반대와 위화도 회군
1388년(우왕 14년) 2월 명나라는 철령 이북의 땅의 소유권을 주장하였다. 본래는 원나라의 쌍성총관부가 있던 지역이니, 이제는 원을 계승한 명나라의 땅이라는 것이었다. 그리고는 철령위라는 관청을 설치하고 관리를 파견했다.
1388년 4월, 최영과 우왕은 이 기회에 요동을 공격해서 명나라의 야심을 꺾자고 주장했다. 그러나 이성계는 요동 정벌을 반대하면서 그 이유로 4가지를 들었다.
1. 소(小)로서 대(大)를 거역하는 것 (작은 나라가 큰 나라를 공격하는 것).
2. 농번기인 여름철에 군대를 동원하는 것.
3. 온 나라의 군대를 동원하여 북쪽으로 원정하러 간 사이 왜구가 그 틈을 노릴 소지가 있는 것.
4. 곧 여름철이라 비가 자주 내리므로 아교가 녹아 활이 녹고 군사들은 질병을 앓게 될 것.[13]

이것이 이른바 '4불가론'이다. 현대 학계에서는 일반적으로 이성계의 반대를 타당한 것으로 보고 있다. 이러한 견해는 이성계 개인의 뜻이라기보다, 그와 정치적으로 결합한 신진 사대부들을 비롯한 여러 요동 출정 반대 세력의 뜻이기도 했다. 실제로 하륜은 요동 공격에 반대하여 최영이 양주로 유배하였고, 권근은 격문 작성을 거부하였고 이숭인은 최영의 측근들에게 공격받아 축출되는 등 조선 건국에 반대한 사대부들도 모두 우와과 최영의 요동 공격에 반발하였다. 우왕과 최영이 반대하자 이성계는 전열 정비 이후 가을 재출정을 제안했으나 그것을 무시하고 요동 정벌이 단행되었다. 공요군은 병력 5만, 최영이 8도 도통사로 총지휘관이 되고, 이성계는 우군도통사, 조민수는 좌군도통사로 임명되었다.
5월에 고려군은 압록강 어귀의 작은 섬 위화도에 이르렀다. 이후 위화도에서 14일을 체류했다. 장맛비가 계속 내렸으므로 회군을 청하였지만, 받아들여지지 않자 마침내 좌군도통사 조민수를 설득하여 회군하였다. 위화도 회군 직전 이성계, 심덕부, 이지란이 서로 의형제를 맺고 회군을 결의한 기록화인 장수군도가 새로 발견되었다. 여기서 그는 평양부터 위화도까지 19일의 진군 기간을 거쳤고, 이후 위화도에서 14일을 체류한 반면, 정작 회군 때는 개성까지 9일 밖에 걸리지 않은 점을 들어 장마와 군량 문제는 구실에 불과하고, 이성계 자신이 권력을 잡기 위한 철저한 계획적인 일이라는 말이 있다.
회군한 이성계와 조민수는 최영과의 두 차례의 혈전 끝에 개경을 점령했고, 이후 회군 장수들의 요구였던 최영의 딸인 영비 최씨 폐위를 끝까지 거부한 우왕을 폐위하고, 이후 이색과 조민수 등 사전 옹호 세력에 의해 옹립된 9세의 창왕을 잠시 받들면서 개혁을 강행하였다. 1년 후 조준, 정몽주, 정도전, 심덕부 등과 함께 흥국사에 모여 우왕과 창왕이 왕씨가 아니라 신돈의 아들, 손자라는 조작된 논리를 이용해 창왕을 폐위했고 공양왕을 옹립한 이후 비로소 전제 개혁을 단행했다. 최영을 제거하여 군사적 실권을 장악하고 한 명실상부한 최고 권력자가 되었다.
위화도 회군은 이성계의 신흥 무인세력과 신진 사대부가 결합하여 이인임과 조민수를 필두로 하는 고려 권문 세족과 구세력을 몰아내고 정권을 장악한 사건이자, 조선 왕조가 개창의 단초를 이룬 사건이다. 그의 위화도 회군에는 조준, 남은, 윤소종, 정도전 등 급진 신진 사대부의 적극적인 도움과 회군에 찬동한 이색, 최영 심문에 참여한 정몽주, 최영과 우왕의 요동 공격에 반대하여 투옥되기까지 했던 하륜 등의 협조로 내부 반발을 억제할 수 있었으며, 조준과 정몽주가 고려 구 세력의 대표 최영을 심문하였다. 개경을 장악한 이성계와 사대부는 최영을 축출했고 이 해 12월 개경으로 압송해 처형했다.

### 토지 개혁과 과전법 시행

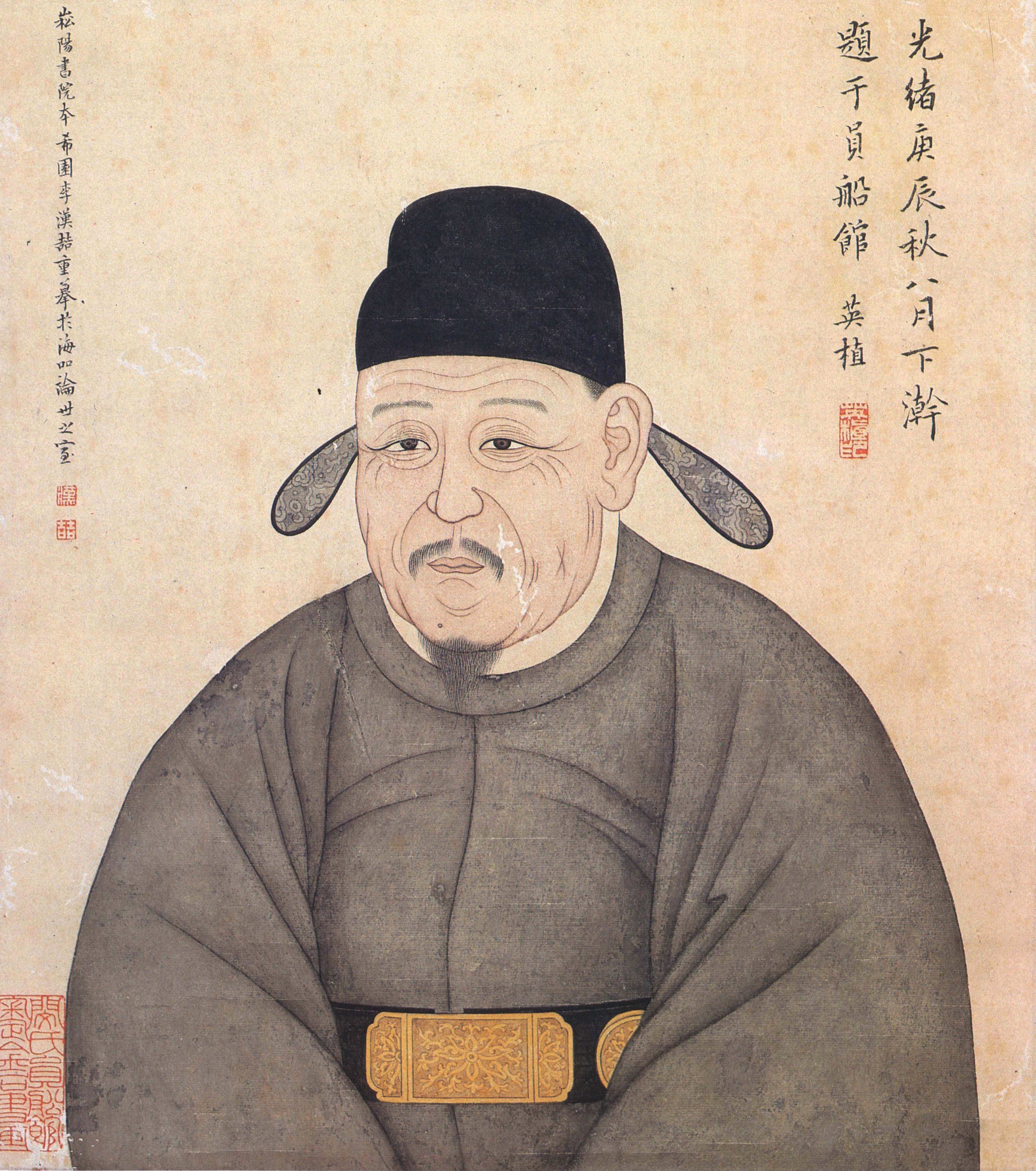
포은 정몽주 (1337-1392)
----역성 혁명과 온건 개혁의 방법 차이로 정적이 된다.

이성계는 위화도 회군 이후 삼군도총제사(三軍都摠制使)가 되어 조준, 남은, 정도전 등과 함께 전면적인 사전(私田) 개혁에 나섰으며 대농장 소유와 불법 겸병으로 국고를 고갈시키고 극심한 양극화를 부른 고려 귀족 기득권의 저항에도 굴하지 않고 사전을 혁파해 고려 말 사회 혼란을 해소한 뒤, 신흥세력의 기반을 굳건히 하고 중앙 집권과 관료제, 근세적 토지 소유 관계의 기초를 닦았다.
원 간섭기 권문 세족과 불교 사원은 대토지를 점유하고 불법 겸병을 이용해 사전으로 농장을 경영하여 국가 경제를 파괴했다. 고려의 조세 수입을 지탱했던 공전 수조지는 감소하고 국가 재정은 고갈되었다. 이를 해결하기 위해서 전제 개혁은 불가피했다. 위화도 회군 이후 우왕 때에 정치 일선에서 배제되었던 신진 사대부도 속속 정계에 복귀하여 본격적인 개혁의 계기를 마련하였다. 정몽주 등은 회군 이후 정치적 활동이 활발해진 인물 중 하나였다.
하지만 신진 사대부 사이에는 사회의 모순에 대한 개혁의 방향을 둘러싸고 분열과 대립이 발생했다. 최초의 분열은 위화도 회군 직후 전제 개혁논의를 둘러싸고 벌어졌다. 이색, 권근 등과 이인임의 인척 이숭인과 하륜 등은 사전 혁파에 반대하며 일전일주론을 주장했고, 조준, 남은, 윤소종, 정도전 등은 전면적인 사전 혁파를 비롯한 정치, 사회, 법과 제도 전반 개혁을 주장했으며 정몽주는 중립을 지켰다. 전제 개혁을 비롯한 각종 사회 개혁에 대한 정몽주의 정치적 입장은 이성계, 정도전과 가까웠으나, 이색이나 이숭인 등과의 개인적 관계가 그에게 중립을 지키도록 만들었던 것으로 보인다. 공양왕 옹립에 이르기까지 급진파와 정치적 행보를 함께 했던 정몽주가 반대 세력으로 돌아서자, 이성계는 조준으로 하여금 과전법을 제정하도록 했고 토지 개혁을 관철시켰다. 창왕을 폐위한 이후 겨우 양전을 시행할 수 있었다는 사실은 토지 개혁을 둘러싼 고려 농장주들의 극심한 저항을 그대로 보여 준다.
비록 농민에게 토지를 직접 분배한다는 정도전의 계구수전론은 실현되지 못했으나 개경 거리 한복판에서 고려의 모든 공사 전적(토지대장)을 소각하고 시행한 조준의 사전 혁파와 과전법 시행은 고려 말 재정 고갈을 해소하였다. 그러나 과전법은 근본적으로 구 고려 권문세족으로부터 급진 신진 사대부로부터의 부의 이동이였고, 이것이 가장 큰 목표였지, 농민들에게 토지를 나누어 주는 것은 중도포기하고 도외시한 중대한 결함이 있었다. 왜냐하면 우왕과 창왕 및 그들을 둘러싼 이인임 계열 외척 귀족들과 사전주, 농장주들의 반대와 저항이 극심했으며 이성계의 힘으로도 고려 기득권의 반발을 모두 무마하기는 어려웠기 때문이다. 공양왕 옹립까지 모든 정치적 갈등의 근본에는 이 토지 개혁이 있었다. 전제 개혁 논의를 기점으로 이색, 정몽주 등 온건 개혁파는 고려 왕조를 보존하여 고려 귀족 연합체를 유지하고 점진적인 개혁을 추진하려 하였고, 반면 조준, 남은, 정도전, 윤소종 등 급진 개혁파는 고려 왕조를 부정하고 관료제 사회 수립과 전면적인 사회 개혁, 왕조 교체를 주장했다.

#### 역성혁명파의 유배와 정몽주의 최후
1392년(공양왕 4년) 정몽주는 명나라에 갔다 돌아오는 세자를 마중하기 위해 황주로 나갔던 이성계가 사냥중에 낙마하여 큰 부상을 당하자, 정몽주와 공양왕은 이성계가 없는 틈에 대간을 움직여 역성혁명파의 핵심 인물 조준, 남은, 정도전 등과 또 다른 측근 윤소종, 남재, 조박 등을 탄핵하여 유배를 보냈다. 황주에서 이 소식을 접한 이성계는 불편한 몸에도 불구하고 개경으로 향했다. 공양왕 즉위 이후로 고려의 군권은 이성계를 비롯하여 조준, 남은, 배극렴 등에게 집중되었기에 최후의 수단으로 군권을 동원할 수 있었기 때문이다. 이후 형률을 다스리는 사람은 엄벌주의적 주장으로, '김진양 등의 인물들을 참수형으로 벌해야 한다'라며 주장했지만, 태조는 "김진양은 정몽주가 부추겨서 행동 한 것이기 때문에 함부로 형벌을 내리지 못한다" 라며 온정주의적 주장을 하였는데, 그럼에도 형벌을 내리는 사람이 여전히 태형을 내리는 것을 제안하자 "이미 이들을 용서하였으니 곤장을 칠 필요 역시 없다"라고 하여 진양 등의 인물은 형벌을 면하게 된다.
이성계는 군권으로 정몽주를 굴복시킬 수 있는 상황이었고, 건국 과정에서 도평의사사의 인준과 공양왕의 선위를 받아 절차적 정당성을 확보하고자 했다. 그러나 이방원은 정몽주를 제거하기로 결정하고 그를 만나 정자에 둘러 앉아 시조를 한 수 지어 정몽주의 마음을 확인했다. 이 시조가 그 유명한 '하여가'와 '단심가'다. '하여가'는 이방원이 지은 시조로, 내용은 이렇다.
이런들 어떠하리 저런들 어떠하리, 만수산 드렁 칡이 엵혀진들 그 어떠리, 우리도 이 같이 얽혀 천년만년 살고지고
라는 시조 한 수를 남겨 같이 새 나라, 왕조를 세우는 데에 같이 이루어 보자는 이방원의 뜻이었고, 그리고 '단심가'는 정몽주가 지은 시조로 내용은 이렇다.
이 몸이 죽고 죽어 일백 번 고쳐 죽어, 백골이 진토 되어 넋이라도 있고 없고, 임 향한 일편단심이야 가실 줄이 있으랴
라는 시조를 내어 정몽주 자신은 자신의 몸이 백번 천번 죽어도 고려의 왕만을 섬긴다는 것이 정몽주의 뜻이었다. 그래서 이방원은 정몽주가 있는 한 역성혁명을 이룰 수가 없다고 판단이 되자 자신의 수하 조영규와 고여 등을 시켜 밤중에 집에 돌아가는 정몽주를 쫓아가 선죽교에서 제거하였다.
정몽주가 살해되자 고려 조정은 다시 이성계 일파가 득세하였다. 정몽주의 측근들인 온건 개혁파들을 대거 축출하여 유배를 보냈고, 정몽주에 의해 탄핵되었던 이성계 일파의 급진개혁파들이 정계에 속속 복직하여 세력을 결집하였다. 이후 나머지 온건개혁파들에 대한 척결이 이루어졌고, 정도전이 정계에 복귀하면서 사실상 역성혁명이 구체화되어 1392년 7월에 조준, 남은, 남재, 정도전, 배극렴 등은 공양왕을 왕위에서 폐위시키고 이성계를 왕으로 추대할 것을 결정한다. 여기서 민개는 혼자 기뻐하지 않은 표정을 짓고, 고개를 숙여 말하지 않아 남은이 목을 쳐 죽이려 하였지만 태조는 의리 상 죽일 수 없다며, 민개를 살렸다.

#### 선양 형식으로 조선 개국
그들은 이를 위해 정비 안씨를 찾아가 공양왕의 폐위와 이성계의 옹위를 명령하는 교지를 요청하였고, 정비가 이를 수용함으로써 공양왕이 비로소 정식으로 폐위되고 이성계가 신하들의 계속된 추대와 간청으로 이성계는 마침내 1392년 7월 17일, 수창궁에 나아가 왕으로 즉위하여 새로운 왕조 조선을 개국하였다. 이로써 고려 왕조는 왕건이 개국한 지 474년 만에 제34대 공양왕을 끝으로 하여 멸망하였다. 처음에는 민심의 동요를 염려하여 국호는 그대로 고려로 두었으나, 1393년 3월 27일(음력 2월 15일) 조선(朝鮮)으로 바꾸었다. 한편 명나라에 책봉을 청하는 사신을 보냈지만 명나라 홍무제는 그를 정식 국왕으로 봉하지 않고 권지고려국사라는 직책을 내린다.

#### 포용 정책과 고려 구신들의 출사
태조는 개국 이후에 개국공신 52명에 이어 재위 2년부터 재위 6년까지 모두 22차례에 걸쳐 도합 1,400여명의 개국원종공신을 포상하였고, 이는 새 왕조의 안정에 크게 공헌했다고 인정받고 있다.
또한 태조 즉위 교서에서 조선 개국에 반대했다고 지목된 56명 중 사망한 8명을 제외한 48명 중 32명이 태조, 정종, 태종 대에 다시 출사하였다. 개국 이후 태조는 고려 구신들을 원종공신으로 포상하거나 적절한 관직에 임명해 회유했으며, 특히 권근, 하륜 등 이색 문하 온건개혁파는 새로운 왕조에 적응해 다양한 직임에서 각종 문물 정비에 적극적으로 참여했다.
아래 표는 태조의 즉위 교서에 명시된 개국 반대 세력 56명 중 태조, 정종, 태종 대 다시 출사한 사례를 일부분만 제시한 것이다.
| 성명   | 시기      | 활동 내용                |
| ------ | --------- | ------------------------ |
| 설장수 | 태조 3년  | 사역원 제조              |
| 강회백 | 태조 2년  | 참판승추부사             |
| 조호   | 태조 2년  | 노비변정도감에 소송      |
| 이내   | 정종 2년  | 2차 왕자의 난 좌명 공신  |
| 김묘   | 태종 6년  | 지사간                   |
| 김첨   | 태조 6년  | 친종호군                 |
| 유향   | 태종 1년  | 경기우도 안렴사          |
| 이작   | 태종 14년 | 대간                     |
| 안노생 | 정종 1년  | 좌 간의                  |
| 권홍   | 태종 2년  | 딸이 태종 후궁으로 간택  |
| 유정현 | 태종 3년  | 승녕부 윤                |
| 안원   | 태종 1년  | 우군 동지총제            |
| 성석용 | 태조 6년  | 개성 유후                |
| 정희   | 미출사    | 아들 정초가 세종 대 출사 |

### 한양 천도와 조선 선포
새 왕조를 연 태조는 즉위 한 달 만에 수도를 옮길 결심을 했다. 백성의 생활이 채 안정되기도 전에 큰 역사를 벌임은 옳지 않다는 천도 반대론을 물리치고 재위 3년(1394년) 8월 태조는 마침내 신도궁궐조성도감(新都宮闕造成都監)을 설치하여 새 수도의 도시 계획을 구상, 천도를 명령했다.
처음 후보지로 지목된 곳은 계룡산이었으나 하륜이 계룡산은 땅이 좁고 토지가 비옥하지 않으며 금강과도 멀리 떨어져 있다는 이유를 들어 천도에 반대하는 상소를 올렸고 계룡산 대신 하륜이 거론한 무악(지금의 서울특별시 서대문구 신촌 일대)은 "예로부터 제왕은 모두 남면하여 나라를 다스려왔고, 동향했다는 말은 한 번도 들어보지 못했다."는 정도전의 반대로 중지되었다. 다음날, 태조는 왕사 무학, 정도전, 하륜 등과 함께 새 도읍지를 둘러보기 시작했다. 그 곳은 바로 고려의 남경 터였다.
태조는 직접 한양으로의 천도를 결정했다. 새 도읍지 한양이 '조운이 잘 통하고 사방의 이수도 고르니 사람들에게 편리하다.'는 이유였다. 정궁(正宮) 터로 하륜이 오늘날 신촌에 해당하는 무악을, 정도전이 오늘날 경복궁 터를 지정하였으며 정도전의 견해가 채택되었다. 태조는 종묘와 사직, 법궁을 비롯한 한성 도시 계획 전반에 적극적으로 관여하였다.
신도 궁궐 조성 도감(新都宮闕造成都監)을 설치하고, 청성백(靑城伯) 심덕부(沈德符)와 좌복야(左僕射) 김주(金湊), 전 정당 문학 이염(李恬), 중추원 학사 이직(李稷)을 판사(判事)로 임명하였다.— 태조실록 6권, 태조 3년 9월 1일 무술 1번째기사 : 신도 궁궐 조성 도감을 설치하고 담당 관리를 임명하다

판문하부사 권중화(權仲和) · 판삼사사 정도전 · 청성백 심덕부 · 참찬 문하부사 김주 · 좌복야 남은 · 중추원 학사 이직 등을 한양에 보내서 종묘 · 사직 · 궁궐 · 시장 · 도로의 터를 정하게 하였다. 권중화 등은 전조 숙왕(肅王) 시대에 경영했던 궁궐 옛터가 너무 좁다 하고, 다시 그 남쪽에 해방(亥方)의 산을 주맥으로 하고 임좌병향(壬座丙向)이 평탄하고 넓으며, 여러 산맥이 굽어 들어와서 지세가 좋으므로 〈여기를 궁궐터로 정하고〉, 또 그 동편 2리쯤 되는 곳에 감방(坎方)의 산을 주맥으로 하고 임좌병향에 종묘의 터를 정하고서 도면을 그려서 바치었다.— 태조실록 6권, 태조 3년 9월 9일 병오 2번째기사 : 정도전 등에게 한양의 종묘·사직·궁궐·시장 등의 터를 정하게 하다

판삼사사 정도전 등은 한양으로부터 돌아왔으나, 청성백(靑城伯) 심덕부(沈德符)와 참찬문하부사 김주(金湊)는 남아서 〈궁궐과 기타 도시의〉 경영을 관리하였다.— 태조실록 6권, 태조 3년 9월 23일 경신 1번째기사 : 한양에서 정도전 등은 돌아오고, 심덕부와 김주는 남아 관리하다

#### 한양으로 천도
10월 태조는 각 관청당 2명씩만 남겨두고 문무백관을 거느리고 개경을 출발, 한양으로 들어왔다. 그리고 새 수도의 이름을 한성부로 고쳤다. 12월부터 본격적인 역사에 들어갔다. 이는 왕씨의 본거지인 개경을 버리고 한양(漢陽)으로 천도하여 도성을 신축하는 등으로 국가의 새로운 면모를 갖추게 하는 효과가 있었다. 재위 4년(1395년)에는 도성축조도감이라는 관청을 설치, 성을 쌓기 위한 기초측량을 하게 했다. 총책임자는 정도전을 임명했다. 태조 5년(1396년) 쌓기 시작한 한양 성곽은 1년여 만에 완성되었다.

#### 제도 정비와 법전 편찬 등 국가 기틀 수립
태조는 관제(官制)를 비롯한 국가 전반 시설을 정비하고 조준, 남은, 정도전 등으로 하여금 《경제육전》,《조선경국전》 등을 찬집(纂輯)하게 하여 반포하였다. 태조 대 정치는 도평의사사를 중심으로 국왕의 권력이 우위에 있으면서 재상들과 논의하여 정책을 시행하는 체제로, 이는 고려 말 7~80여명에 이르는 인원으로 운영하던 도평의사사를 공신들 및 관료들의 합좌 기구로 정리하여, 의정부와 육조 체제로 이행하는 과도기의 정치 방식이었으며 태조의 왕권은 도평의사사에 직접 국왕의 명령을 하달하는 등 강력한 것이었다. 또한 기존 도평의사사에서 막대한 권한을 가진 채로 국왕과의 정치적 의사 소통 및 권력을 독점한 내재추를 혁파했다. 그리고 동서대비원ㆍ혜민국 등 고려 시대에 있던 사회제도를 계승하였다.

### 사병 혁파와 왕자의 난
태조에게는 정비인 신의왕후 한씨 소생의 여섯 왕자와 계비인 신덕왕후 강씨 소생의 두 왕자가 있었는데, 신덕왕후 소생 두 왕자 중 장남 이방번은 고려 공양왕의 조카사위였기 때문에 차남 이방석을 세자로 책봉했다. 한편 조선 개국에 공이 컸던 신의왕후 소생 다섯째 아들인 이방원은 불만이 컸다. 태조는 즉위 이후 군권분장정책에 따라 왕자들과 종친을 절제사로 임명하고 군권을 분할했는데, 태조는 정도전을 내세워 이들이 가진 사병을 혁파하고자 했다. 이런 상황에서 이방원은 정도전 일파가 세자를 조종하여 자신들을 해치려 한다는 조작된 명분을 내세워 제1차 왕자의 난을 일으켜 정도전을 비롯한 관료들과 신덕왕후 소생 왕자들, 공주의 남편 흥안군을 살해하였다.

### 퇴위
태조는 이 사건에 엄청난 충격을 받았고, 또 이미 실권도 모두 잃어, 왕위를 둘째 아들 방과에게 물려주고 상왕으로 물러났다. 방과가 정종으로 즉위하고 아우 방원은 왕세제로 책봉되었다. 1400년에는 왕위계승을 두고 넷째 아들인 방간과 다섯째 아들인 방원이 대립하여 제2차 왕자의 난이 발발하였다. 두 차례의 왕자의 난을 통해 방원이 태종으로 즉위하였다.
태종은 즉위하자 성석린을 보내 태조를 서울로 모셔 왔다. 그러나 이성계는 자신의 사랑하는 두 아들을 죽이고, 자신을 사실상 폐위한 이방원을 매우 증오해 1402년(태종 2년)에 다시 함경도로 들어간 채 돌아오지 않으므로 태종이 차사(差使)를 보내어 돌아오기를 권유하니, 차사마저 돌려보내지 않고 활에 화살을 넣고 족족 오는 차사마다 죽였다는 야사가 있어 함흥차사란 말이 생겨났다. 그곳에서 이성계는 '조사의의 난'을 부추겨 아들 이방원을 쳤지만 실패로 돌아갔고, 뒤에 태종 이방원의 아내인 '원경왕후 민씨'의 천거로 무학대사가 차사로 가서 겨우 서울로 오게 하였는데 오면서도 두 차례에 걸쳐 이방원을 살해할려고 했지만 실패하고 결국 체념해 이방원을 인정하고 용서했다는 야사가 있다.
1401년 한성부로 돌아온 태조는 태상왕으로 7년을 더 살며 염불삼매로 조용한 나날을 보내다가 1408년 음력 5월 24일에 지병으로 있던 중풍이 악화되어 창덕궁 광연루 별전에서 74세로 승하하였다.

### 묘호 및 시호
새로운 왕조의 개창자로서 묘호를 태조(太祖), 존시(尊諡)는 강헌지인계운성문신무대왕(康獻至仁啓運聖文神武大王)이다.
광무 원년(1898년) 대한제국을 선포한 고종에 의해 개국시조로서 고황제(高皇帝)로 추존되었다. 동시에 명에서 내린 시호인 '강헌'을 삭제하고 지인계운응천조통광훈영명성문신무정의광덕고황제(至仁啓運應天肇統廣勳永命聖文神武正義光德高皇帝)라 하였다.

## 능원

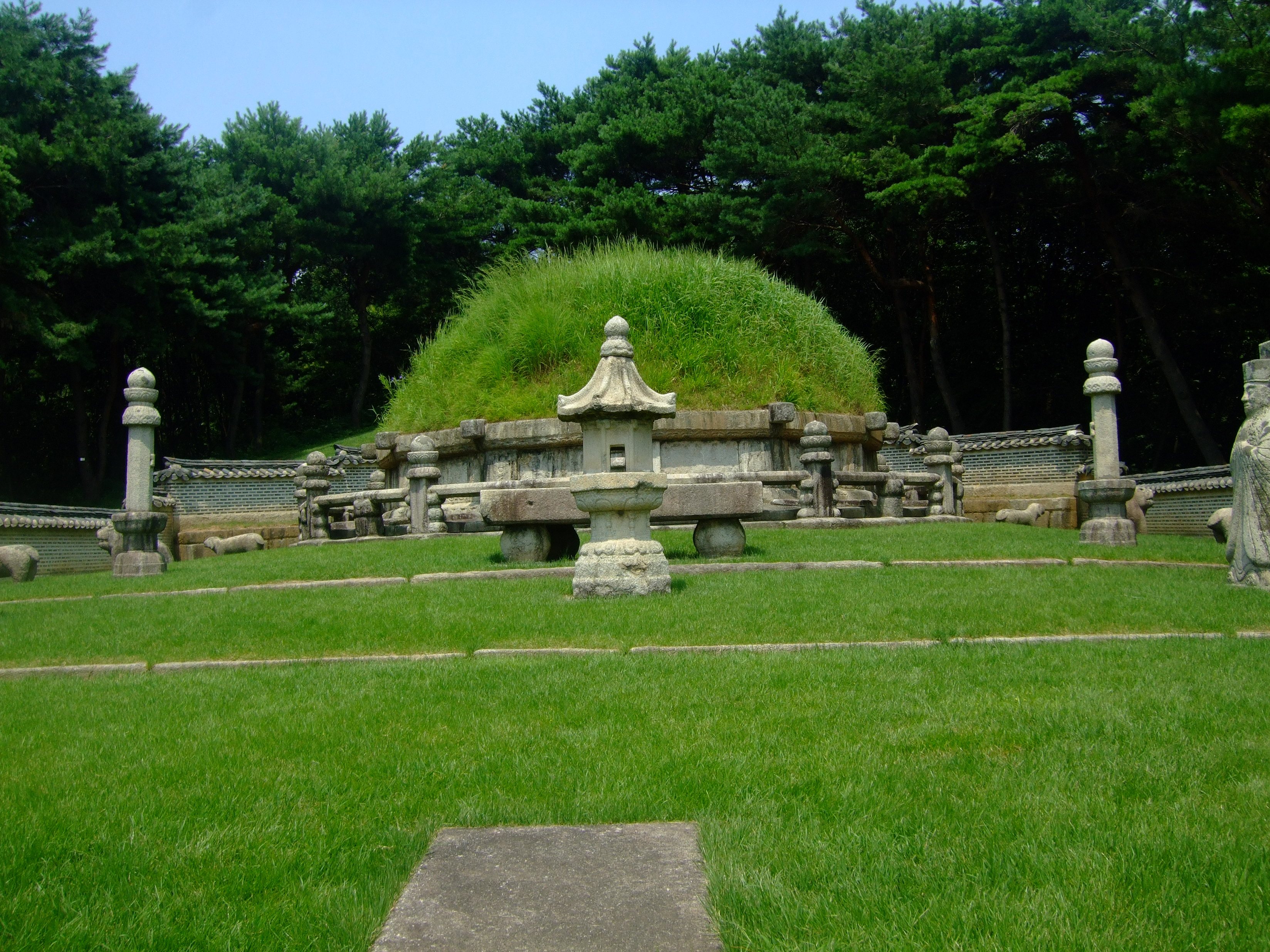
태조의 건원릉

능은 경기도 구리시에 있는 건원릉(建元陵)이다.
생전에 계비인 신덕왕후 강씨의 곁에 묻히고자 하였다. 아들 태종에 의해 경기도 양주군 구리면(현재의 경기도 구리시)의 동구릉 터에 최초로 안장되었다. 능호는 건원릉(健元陵)이다. 

## 가족관계
| 조선의 초대 국왕 대한제국의 추존 황제 | 태조대왕 太祖大王 태조 고황제 太祖 高皇帝 | 출생 | 1335년 11월 4일 (음력 10월 11일) 고려 동북면 화령부 사제         |
| 조선의 초대 국왕 대한제국의 추존 황제 | 태조대왕 太祖大王 태조 고황제 太祖 高皇帝 | 사망 | 1408년 6월 27일 (음력 5월 24일) (72세) 조선 한성부 창덕궁 광연루 |

|  |                   |  |  |  |  |  |  |  |  |  |  |  |  |  |  |  |
|  | 목조              |  |  |  |  |  |  |  |  |  |  |  |  |  |  |  |
|  |                   |  |  |  |  |  |  |  |  |  |  |  |  |  |  |  |
|  |                   |  |  |  |  |  |  |  |  |  |  |  |  |  |  |  |
|  | 익조              |  |  |  |  |  |  |  |  |  |  |  |  |  |  |  |
|  |                   |  |  |  |  |  |  |  |  |  |  |  |  |  |  |  |
|  |                   |  |  |  |  |  |  |  |  |  |  |  |  |  |  |  |
|  | 효공왕후 이씨     |  |  |  |  |  |  |  |  |  |  |  |  |  |  |  |
|  |                   |  |  |  |  |  |  |  |  |  |  |  |  |  |  |  |
|  |                   |  |  |  |  |  |  |  |  |  |  |  |  |  |  |  |
|  | 도조              |  |  |  |  |  |  |  |  |  |  |  |  |  |  |  |
|  |                   |  |  |  |  |  |  |  |  |  |  |  |  |  |  |  |
|  |                   |  |  |  |  |  |  |  |  |  |  |  |  |  |  |  |
|  | 최기열            |  |  |  |  |  |  |  |  |  |  |  |  |  |  |  |
|  |                   |  |  |  |  |  |  |  |  |  |  |  |  |  |  |  |
|  |                   |  |  |  |  |  |  |  |  |  |  |  |  |  |  |  |
|  | 정숙왕후 최씨     |  |  |  |  |  |  |  |  |  |  |  |  |  |  |  |
|  |                   |  |  |  |  |  |  |  |  |  |  |  |  |  |  |  |
|  |                   |  |  |  |  |  |  |  |  |  |  |  |  |  |  |  |
|  | 환조              |  |  |  |  |  |  |  |  |  |  |  |  |  |  |  |
|  |                   |  |  |  |  |  |  |  |  |  |  |  |  |  |  |  |
|  |                   |  |  |  |  |  |  |  |  |  |  |  |  |  |  |  |
|  | 안변부원군 박광   |  |  |  |  |  |  |  |  |  |  |  |  |  |  |  |
|  |                   |  |  |  |  |  |  |  |  |  |  |  |  |  |  |  |
|  |                   |  |  |  |  |  |  |  |  |  |  |  |  |  |  |  |
|  | 경순왕후 박씨     |  |  |  |  |  |  |  |  |  |  |  |  |  |  |  |
|  |                   |  |  |  |  |  |  |  |  |  |  |  |  |  |  |  |
|  |                   |  |  |  |  |  |  |  |  |  |  |  |  |  |  |  |
|  | 태조              |  |  |  |  |  |  |  |  |  |  |  |  |  |  |  |
|  |                   |  |  |  |  |  |  |  |  |  |  |  |  |  |  |  |
|  |                   |  |  |  |  |  |  |  |  |  |  |  |  |  |  |  |
|  | 영흥백 최천보     |  |  |  |  |  |  |  |  |  |  |  |  |  |  |  |
|  |                   |  |  |  |  |  |  |  |  |  |  |  |  |  |  |  |
|  |                   |  |  |  |  |  |  |  |  |  |  |  |  |  |  |  |
|  | 영흥백 최종대     |  |  |  |  |  |  |  |  |  |  |  |  |  |  |  |
|  |                   |  |  |  |  |  |  |  |  |  |  |  |  |  |  |  |
|  |                   |  |  |  |  |  |  |  |  |  |  |  |  |  |  |  |
|  | 조선국대부인 김씨 |  |  |  |  |  |  |  |  |  |  |  |  |  |  |  |
|  |                   |  |  |  |  |  |  |  |  |  |  |  |  |  |  |  |
|  |                   |  |  |  |  |  |  |  |  |  |  |  |  |  |  |  |
|  | 영흥부원군 최한기 |  |  |  |  |  |  |  |  |  |  |  |  |  |  |  |
|  |                   |  |  |  |  |  |  |  |  |  |  |  |  |  |  |  |
|  |                   |  |  |  |  |  |  |  |  |  |  |  |  |  |  |  |
|  | 조선국대부인 김씨 |  |  |  |  |  |  |  |  |  |  |  |  |  |  |  |
|  |                   |  |  |  |  |  |  |  |  |  |  |  |  |  |  |  |
|  |                   |  |  |  |  |  |  |  |  |  |  |  |  |  |  |  |
|  | 의혜왕후 최씨     |  |  |  |  |  |  |  |  |  |  |  |  |  |  |  |
|  |                   |  |  |  |  |  |  |  |  |  |  |  |  |  |  |  |
|  |                   |  |  |  |  |  |  |  |  |  |  |  |  |  |  |  |
|  | 조선국대부인 이씨 |  |  |  |  |  |  |  |  |  |  |  |  |  |  |  |
|  |                   |  |  |  |  |  |  |  |  |  |  |  |  |  |  |  |
|  |                   |  |  |  |  |  |  |  |  |  |  |  |  |  |  |  |

|    |                             | 본관 | 생몰년          | 부모                                                                    | 비고                   |
| -- | --------------------------- | ---- | --------------- | ----------------------------------------------------------------------- | ---------------------- |
| 부 | 환조대왕 桓祖大王           | 전주 | 1315년 - 1360년 | 도조대왕 度祖大王 경순왕후 박씨 敬順王后 朴氏                           | 태종 11년(1411년) 추존 |
| 모 | 의혜왕후 최씨 懿惠王后 崔氏 | 영흥 | 미상            | 영흥부원군 최한기 永興府院君 崔閑奇 조선국대부인 이씨 朝鮮國大夫人 李氏 | 태종 11년(1411년) 추존 |

|      | 시호                                              | 본관 | 생몰년          | 부모                                                                | 비고                                                                  |
| ---- | ------------------------------------------------- | ---- | --------------- | ------------------------------------------------------------------- | --------------------------------------------------------------------- |
| 정비 | 신의왕후 한씨 神懿王后 韓氏 신의고황후 神懿高皇后 | 안변 | 1337년 - 1391년 | 안천부원군 한경 安川府院君 韓卿 삼한국대부인 신씨 三韓國大夫人 申氏 | 절비 節妃 신의왕태후 神懿王太后 조선의 추존 왕후 대한제국의 추존 황후 |
| 계비 | 신덕왕후 강씨 神德王后 康氏 신덕고황후 神德高皇后 | 곡산 | 1356년 - 1396년 | 상산부원군 강윤성 象山府院君 康允成 진산부부인 강씨 晉山府夫人 姜氏 | 조선의 초대 왕후 대한제국의 추존 황후                                 |

| 작호 | 작호                        | 본관 | 이름          | 생몰년도      | 비고                             |
| ---- | --------------------------- | ---- | ------------- | ------------- | -------------------------------- |
| 비   | 성비 원씨 誠妃 元氏         | 원주 |               | 미상 - 1450년 |                                  |
| 궁주 | 정경궁주 유씨 貞慶宮主 柳氏 | 고흥 |               | 미상          | 태조 7년(1398년) 정경옹주로 책봉 |
| 옹주 | 화의옹주 김씨 和義翁主 金氏 | 미상 | 칠점선 七點仙 | 미상 - 1428년 | 태조 7년(1398년) 화의옹주로 책봉 |
| 찬덕 | 찬덕 주씨 贊德 周氏         | 미상 |               | 미상 - 1436년 |                                  |
| 궁인 | 궁인 김씨 宮人 金氏         | 미상 |               | 미상          |                                  |
| 기타 |                             | 미상 | 무협아 巫俠兒 | 미상          | 기생 출신                        |

| 군호 | 군호                                | 이름            | 생몰년도        | 생모          | 배우자                                                                                                  | 비고                     |
| ---- | ----------------------------------- | --------------- | --------------- | ------------- | --- | ------------------------ |
| 1    | 진안대군 鎭安大君                   | 방우 芳雨       | 1354년 - 1394년 | 신의왕후 한씨 | 삼한국대부인 지씨 三韓國大夫人 池氏                                                                     |                          |
| 2    | 정종대왕 定宗大王 영안대군 永安大君 | 방과 芳果 경 曔 | 1357년 - 1419년 | 신의왕후 한씨 | 정안왕후 김씨 定安王后 金氏                                                                             | 제2대 국왕               |
| 3    | 익안대군 益安大君                   | 방의 芳毅       | 1360년 - 1404년 | 신의왕후 한씨 | 삼한국대부인 최씨 三韓國大夫人 崔氏                                                                     |                          |
| 4    | 회안대군 懷安大君                   | 방간 芳幹       | 1364년 - 1421년 | 신의왕후 한씨 | 삼한국대부인 민씨 三韓國大夫人 閔氏 삼한국대부인 황씨 三韓國大夫人 黃氏 금릉부부인 금씨 金陵府夫人 琴氏 |                          |
| 5    | 태종대왕 太宗大王 정안대군 靖安大君 | 방원 芳遠       | 1367년 - 1422년 | 신의왕후 한씨 | 원경왕후 민씨 元敬王后 閔氏                                                                             | 제3대 국왕               |
| 6    | 덕안대군 德安大君                   | 방연 芳衍       | 미상            | 신의왕후 한씨 | 미상 |                          |
| 7    | 무안대군 撫安大君                   | 방번 芳蕃       | 1381년 - 1398년 | 신덕왕후 강씨 | 개성부부인 왕씨 開城府夫人 王氏                                                                         | 제1차 왕자의 난으로 사망 |
| 8    | 의안대군 宜安大君 폐세자 廢世子     | 방석 芳碩       | 1382년 - 1398년 | 신덕왕후 강씨 | 폐현빈 유씨 廢賢嬪 柳氏 삼한국대부인 심씨 三韓國大夫人 沈氏                                             | 제1차 왕자의 난으로 사망 |

| 작호 | 작호              | 이름      | 생몰년도      | 생모          | 배우자                          | 비고                        |
| ---- | ----------------- | --------- | ------------- | ------------- | ------------------------------- | --------------------------- |
| 1    | 경순공주 慶順公主 |           | 미상 - 1407년 | 신덕왕후 강씨 | 흥안군 이제 興安君 李濟         |                             |
| 2    | 경신공주 慶愼公主 |           | 미상 - 1426년 | 신의왕후 한씨 | 상당부원군 이애 上黨府院君 李薆 |                             |
| 3    | 경선공주 慶善公主 |           | 미상          | 신의왕후 한씨 | 청원군 심종 靑原君 沈悰         | 1446년(세종 28년) 이후 사망 |
| 4    | 의령옹주 義寧翁主 |           | 미상 - 1466년 | 찬덕 주씨     | 계천위 이등 啓川尉 李䔲         |                             |
| 5    | 숙신옹주 淑愼翁主 | 며치 旀致 | 미상 - 1453년 | 화의옹주 김씨 | 당성위 홍해 唐城尉 洪海         |                             |

| 셋째 아들 익안대군 방의 \| 둘째 딸 경신공주 |

## 대중 문화속에 나타나는 태조
| 연도          | 방송사 | 제목          | 배우   |
| ------------- | ------ | ------------- | ------ |
| 1967년        | TBC    | 이성계        | 김성원 |
| 1976년        | MBC    | 예성강        | 이대근 |
| 1983년        | KBS1   | 개국          | 임동진 |
| 1983년        | MBC    | 추동궁 마마   | 김무생 |
| 1996년~1998년 | KBS1   | 용의 눈물     | 김무생 |
| 2003년~2004년 | KBS1   | 무인시대      | 박용우 |
| 2005년~2006년 | MBC    | 신돈          | 이진우 |
| 2012년        | SBS    | 신의          | 오재무 |
| 2012년~2013년 | SBS    | 대풍수        | 지진희 |
| 2014년        | KBS1   | 정도전        | 유동근 |
| 2014년~2015년 | JTBC   | 하녀들        | 이도경 |
| 2015년        | SBS    | 육룡이 나르샤 | 천호진 |
| 2016년        | KBS    | 장영실        | 김기현 |
| 2019년        | JTBC   | 나의 나라     | 김영철 |
| 2021년~2022년 | KBS1   | 태종 이방원   | 김영철 |

| 연도   | 제목        | 배우           |
| ------ | ----------- | -------------- |
| 1965년 | 태조 이성계 | 신영균         |
| 2014년 | 해적        | 이대연         |
| 2015년 | 순수의 시대 | 손병호         |
| 2016년 | 봉이 김선달 | 문성복, 최제헌 |

## 태조 어진
|                  |                  |                     |
| 즉위 초기의 태조 | 즉위 초기의 태조 | 퇴위 후 노년의 태조 |

태조 이성계는 조선 왕조의 개창자로서 조선 왕조가 존속하던 기간 내내 존숭과 추앙의 대상이었다. 태조의 모습을 그린 진영(眞影)은 다른 국왕들의 어진이 한곳에 봉안되었던 것과 달리, 고향인 함경도 영흥의 준원전(濬源殿) 및 전주의 경기전(慶基殿), 경주의 집경전(集慶殿), 개성의 목청전(穆淸殿) 등에 분산되어 소장되었다.
1832년(순조 32년) 도둑이 들어 어진이 훼손되어 여러 개의 모사본이 그려졌는데, 1872년(고종 10년) 제작된 전주 경기전에 남은 것만이 전해져왔다. 그후 2006년 5월, 모사본 초상화가 발견되었는데 1832년작으로 영흥 준원전에 봉안한 모사본 초상화이다. 남아 있는 어진을 보면 태조는 검은 수염에 귀가 크고 광대뼈가 도드라진 모습을 하고 있다.

## 기타
태조 이성계에 대한 설화는 전국적으로 널리 알려져 있는데 이와 관련한 설화는 『조선왕조실록』과 『대동야승』·『동사강목』·『연려실기술』·『성호사설』·『용비어천가』 등의 자료에 기록되어 전해지고 있다.

### 왕씨 몰살
왕건이 세운 고려는 1392년 이성계를 중심으로 한 혁명세력에 의해 멸망하였는데, 이때부터 왕씨들에게 대대적인 수난이 시작되었다. 이성계는 당초 고려조의 왕씨의 후예에 대해 구세력의 유화(宥和)하는 뜻에서도 비교적 온건책을 썼으나 왕손인 왕씨가 한 사람이라도 살아 있다면 고려왕조의 복위를 기도할 수 있으므로 후환을 없애려고 했던 개국공신들의 강력한 주장에 따라 왕씨 일족을 몰살시켰다. 왕씨들이 죽임을 당하는 이야기는 태조실록에서 찾아볼 수 있다.
남효온의 한문 수필집인 《추강냉화(秋江冷話)》 별지에도 "조선조 태조 3년 갑술(1394년) 여름에 모든 왕씨를 바다 가운데 빠뜨려 죽이고 밖으로 명령하여 크게 왕씨의 남은 겨레를 찾아서 다 죽이다."라고 한 문장으로 기록하고 있기도 하다. 살아 남은 왕씨도 물론 있었다. 전국에 방이 나붙었으나 은둔하여 보지 못한 사람이 있고, 조선 조정의 왕씨 멸족계획을 눈치 채고 피신한 사람이 있었던 것이다. 살아 남은 왕씨들은 이때부터 변성명(變姓名)을 하며 근근이 목숨을 부지했다. 왕씨들은 '임금 왕(王)'자에서 모양을 변형하여 전씨(田, 全), 옥씨(玉), 차씨(車), 신씨(申) 등으로 바꾸어 살았다. 태종 시대에 이르러 왕씨 멸족령은 해제되었다.

### 회룡사 전설
1401년(태종 1년) 함흥에 은거한 태조를 모시고자 태종은 무학대사를 시켜 태조를 회유하여 양주까지 내려오게 했다. 이때 태종은 아버지를 뵙고자 찾아갔지만 태조는 만나주지 않았는데, 이때 태조와 태종이 머물던 곳을 회룡(回龍)이라는 이름이 붙여지게 되었다 한다.
다른 전설에 의하면 1398년(태조 7년) 태조가 함흥에서 한양의 궁성으로 되돌아오던 길에 왕사인 무학대사를 방문했는데, 무학대사는 1394년, 정도전에게 미움을 받아 이곳 토굴에서 몸을 숨기고 있던 중 태조의 방문을 받았던 것이다. 태조는 여기서 며칠을 머물렀고, 이에 절을 짓고는 임금이 환궁한다는 뜻으로 그 이름을 회룡(回龍)이라 했다는 설도 있다. 후자의 전설은 후일 1881년(고종 18년) 구한 말의 승려 우송(友松)이 쓴 '회룡사중창기'(回龍寺重倉記)에도 실려 있다.

### 최영과의 비교
이성계는 당시 신흥 무인의 대표였고 고려 말, 급진사대부의 수장이였다. 이성계의 조상은 본래 전주에서 살다가 강원도를 거쳐 함경도 지방으로 옮겨가 그 지역의 유력자로 성장했다. 그러나 원나라가 그 지역을 공격했을 때 이성계의 고조부 이안사는 이에 항복했고, 그 후 대대로 원나라의 관리를 지냈다. 그러나 원의 쇠퇴기에 공민왕이 쌍성총관부를 공격할 때 이성계의 아버지 이자춘과 이성계는 이에 동조, 왕의 신임을 얻었다. 그리고 아버지 이자춘과 함께 출정하여 여진족 토벌과 고려군을 지원함으로써 이성계는 두각을 나타내기 시작하였다. 이성계는 자신의 조상들이 친원 부역을 했다는 심각한 가문적 결함이 있었고, 이것에서 벗어나 정치적 영향력을 확대하기 위해 이색, 정몽주, 정도전, 조준, 윤소종 등의 고려말 신진사대부들과 적극적으로 교류했다는 학계의 유력한 설이 있다.
이에 비해 최영은 고려의 정통 귀족 가문의 후예였고, 권문 세족과 깊이 연관된 친원파였다. 이성계와 비교되던 최영은 유서 깊은 가문 출신으로 그 딸은 무진피화 이후 우왕의 왕비가 되었다. 이성계가 신흥 무인 세력의 대표라면 최영은 구 세력의 대표라고 할 수 있었다. 태조는 개국 이후 최영을 추시하여 복권하였고, 그의 손녀 사위 맹사성을 등용했다. 또한 요동정벌 실패 후 최영의 당당한 최후에 뭇 사람들이 감동한 나머지 그의 시체가 버려진 곳을 지나는 사람마다 경의를 표했다고 한다. 최영의 의연한 죽음은 국왕이 된 이성계와 대조를 이루며 하나의 전설이 되었다.

### 장수군도
이성계, 심덕부, 이지란이 위화도 회군 직전 서로 의형제를 맺고 회군을 결의한 기록화인 장수군도가 새로 발견되었다.

### 두문불출
이성계는 조선을 건국하는 과정에서 건국에 반대하거나 걸림돌이 될만한 반대 세력들을 숙청하였고 새로운 왕조 개창에 협조하지 않는 고려의 충신들이 벼슬을 버리고 은둔 생활을 하였다는 야사가 있다.
이때 두문동의 72현을 비롯하여 고려의 유신들은 낙향하거나 산으로 숨어버린다. 두문동(경기도 개풍군)에 모여 있던 고려의 옛 신하들이 마을에 불을 질렀는데도 한 사람도 나오지 않고 모두 타죽었다는 이야기가 있다.
그러나 이는 18세기에 이르러 등장한 야사로, 조선 후기에 창작된 내용이며, 두문동 설화는 18세기 이후 유포되었다.
또한 이른바 두문동 구성원이라고 알려진 인물들의 사회경제적 기반을 분석한 결과 개경 인근 황해도에 농장을 가진 지주들이 상당수를 차지하였으며, 이들은 개혁 반대 세력의 일원이었다.
태조는 즉위 초, 민심의 동요를 우려하여 나라 이름을 그대로 고려라고 했으며, 모든 법제를 고려의 예에 따르게 했다. 권근, 하륜, 심덕부, 설장수 등은 그의 요청에 협력하여 새 조정에 참여하였지만 신진사대부의 스승격인 이색 역시 조선 조정 참여 요청을 거절하였다.

### 함흥차사
태종은 자주 차사(差使)를 함흥으로 보내어 아버지와 아들 간의 불화를 풀고 태조를 환궁시켜 옥새를 얻고자 하였으나, 태조는 차사로 오는 이들을 보는 족족 활을 쏘아 맞추어 죽였고, 그로 말미암아 보낸 사람이 다시 돌아오지 않는다는 뜻의 함흥차사라는 말이 생겨났다는 이야기가 전해 온다. 그러나 이는 후대의 야사로, 태조가 관여한 것으로 추정되는 사건은 조사의의 난이다.

## 평가

### 긍정적 평가

#### 개국 이전
고려말 왜구와 홍건적을 비롯한 북로남왜 외침이 빈번하게 일어났고, 동북면도의 군벌이었던 이성계는 수많은 전투를 벌이며 당대 동북아에서 고려로 침입한 모든 적들과 싸워 승리해 백성과 고려를 구하며 조정과 민간에서 전쟁 영웅으로 추앙받게 되었다.
당대 고려는 정치, 경제, 사회, 군사 등에서 개혁이 필요한 상황이였고, 명문 권문 세가인 조준이 고려 체제에서 이탈해 새 왕조 건설에 협력한 것은 상징적이었다. 전설적인 전쟁 영웅이었던 이성계를 중심으로 조준, 남은, 정도전, 윤소종 등의 급진개혁파 사대부들이 견인한 조선 왕조 개창은 단순한 왕조 교체 역성혁명에 그치는 것이 아닌 정치, 사회, 경제, 문화, 사상 등 여러 방면에서 중대한 변화를 가져온 역사적 대사건이었고, 고려 말 일대 사회 개혁의 최종 단계였으며 태조와 조선 개국 공신들은 권력과 목숨을 잃을 위험을 무릅쓰고 적극적으로 사회 개혁을 시행한 끝에 새 왕조를 개창했다.

#### 개국 이후
내치
태조는 새 왕조 개창 이후 강력한 왕권을 가졌으면서도 왕권을 강화하기보다 국왕으로서 국가 기틀 정비에 더 충실했고 재위 기간에 비교해서도 대단한 업적을 남겼다. 조준, 윤소종, 남은, 정도전, 하륜, 권근, 성석린, 성석용, 유관, 맹사성, 허조, 허주 등 관학파 주요 인재들을 모두 등용했으며, 창업 군주로서 법률 정립에 강력한 의지를 보여 성종 대까지 통치규범체제 확립으로 이어지는 첫걸음을 떼었다. 또한 4품 이상 고위 관료 임용을 서경이 아닌 국왕의 주관으로 개혁하여 도평의사사에서 권신과 국왕의 측근들이 인사권을 장악한 폐단을 혁파했고 고려의 과거제도를 정체시킨 지공거 제도를 즉위 직후 폐지하는 등, 고려 말부터 즉위 이후까지 지속적 개혁을 통해 국가 기틀을 정비하고 태종과 세종 대 조선이 나아갈 방향성을 지정하였다.
외치

### 부정적 평가

#### 사초열람
재위 2년 태조는 공양왕때 사관 이행(李行)이 우왕, 창왕, 변안열이 죄없이 이성계에게 죽었다고 고려의 사초에 기록하자 국문을 지시한다.
재위 7년차인 1398년 6월 12일(음력)에 자신이 고려 왕조 당시 활동했던 기록들을 담은 고려왕조실록과 1392년 즉위한 이후에 기록된 모든 사초(史草)를 가지고 오라고 명한다. 이 분부에 사관(史官) 신개(申槪) 등이 강력히 반발하였지만 사관들의 뜻을 받아들이지 않는다.
또한 <태조실록>은 태종의 밀명을 받은 하륜이 편찬하며 사관의 출입을 막아 당대에도 비난의 대상이 되었고 학계에서도 태조와 정도전, 신덕왕후와 개국 공신들에 대한 곡필이 심한 것으로 인정하고 있다.
건국 초기의 혼란한 상황 이후 왕의 사초와 실록 열람은 성리학적 이념이 강화되고 통치규범이 자리잡게 되면서 사실상 불가능하게 되었다.

## 같이 보기
- 조선왕조실록
  - 태조실록
  - 정종실록
  - 태종실록
- 서빙고동부군당
- 쌍성총관부
- 공민왕
- 황산대첩
- 최영
- 심덕부
- 정도전
- 정몽주
- 이지란
- 이색
- 요동 정벌
- 위화도 회군
- 무학대사
- 신덕왕후
- 의안대군
- 왕자의 난
- 이방원
- 경복궁

## 참고 문헌
- 춘추관 관원들 (1413). 《태조실록》.